# Diós István
Diós István (Szombathely, 1943. június 8. – ) római katolikus pap, egyházi író, lexikonszerkesztő, a Magyar katolikus lexikon főszerkesztője.

## Életpályája
Az általános iskolát Magyarkeresztúron, a gimnáziumot Pannonhalmán végezte. 1961–1964 között a Győri Egyházmegye szemináriumán tanult, 1964–1967 között pedig a Központi Papnevelő Intézet hallgatója volt. 1966. június 19-én szentelték pappá, majd 1967 októberében doktorált. 1969-ig a Pápai Magyar Intézet növendékeként a római Accademia Alfonsiana tanítványa, ahonnan erkölcstani szakértőként tért haza.
1969 szeptemberétől a győri szeminárium prefektusa és erkölcstan tanára, valamint a győri orsolyita Szent Anna-templom kisegítő lelkésze. 1973. szeptember 14-től a Központi Papnevelő Intézet (KPI) prefektusa, majd 1980. márciusától a KPI Pálos könyvtárának vezetője és a Szent István Társulat (SZIT) szerkesztője. 1980-tól a Magyar katolikus lexikon főszerkesztője.
1990–1991 között a II. János Pál pápa első lelkipásztori látogatását előkészítő országos iroda vezetője.

## Művei
- (szerk.) 	Ökumenikus direktórium, Szent István Társulat, Budapest, 1983, ISBN 9633601193
- (szerk.) A búcsúk imakönyve, Szent István Társulat, Budapest, 1984, ISBN 9633602289
- (átdolg. szerk.) Ily színes a mi hitünk, Szent István Társulat, Budapest, 1988, ISBN 963 360 412 5
- (szerk.) A Szentatya Magyarországon, Szent István Társulat, Budapest, 1991
- Magyar katolikus lexikon I–XVII. Főszerk. Diós István; szerk. Viczián János. Budapest: Szent István Társulat. 1993–2014.  ISBN 963-361-626-3
- Fatima üzenete: A 3. fatimai titok dokumentumai és a Hittani Kongregáció kommentárja. Ford. Diós István. Budapest: Szent István Társulat. 2000.  ISBN 963-361-159-8
- Diós István: A gyóntató atyák vademecuma: A házassági erkölcs néhány kérdésében. Szerk. Dr. Németh László. Budapest: Szent István Társulat. 1999.  ISBN 963-361-062-1
- II. János Pál pápa: II. János Pál pápa Az Egyház az Euckarisztiából él kezdetű enciklikája. Ford. Diós István. Budapest: Szent István Társulat. 2003.
- II. János Pál pápa: II. János Pál az Egyház Európában kezdetű szinodus utáni apostoli buzdítása. Ford. Diós István. Budapest: Szent István Társulat. 2003.  ISBN 963-361-489-9
- (ford.) B. Bartolo Longo: A rózsafüzér imakönyve, Szent István Társulat, Budapest, 2003
- „Ne késlekedj a megtéréssel” Imádságos gondolatok a nagyböjti időre, Szent István Társulat, Budapest, 2004, ISBN 9789633615546
- (beszédeket ford. benne) 	XVI. Benedek pápa látogatása Lengyelországban, Szent István Társulat, Budapest, 2006, ISBN 9633618118
- (ford.) XVI. Benedek pápa: Jézus Krisztus tanítványai és misszionáriusai, Szent István Társulat, Budapest, 2007, ISBN 9789633619421
- (szerk.) 	A II. Vatikáni Zsinat dokumentumai, Szent István Társulat, Budapest, 2007, ISBN 9789633618820 (Szent István Kézikönyvek)
- Szentek élete I-II. Szerk. Diós István. Budapest: Szent István Társulat. 2009.  ISBN 9789632771076
- (ford.) A Római Martyrologium, Szent István Társulat, Budapest, 2010, ISBN 978-963-361-592-8 (Szent István Könyvek)
- Előttünk jártak a hitben: 1945-2010 között elhunyt kedvesnővéreink mintegy 4100 életrajza, Központi Papnevelő Intézet, Budapest, 2014
- Lelkipásztoraink. 1945-2010 között elhunyt egyházmegyés és szerzetes papjaink, Szent István Társulat, Budapest, 2015, ISBN 9789632775777
- (szerk.) Hadd ismerjelek meg, Uram, Téged! Szent Ágoston imádságai, Szent István Társulat, Budapest, 2018, ISBN 9786155147890